# Oláh Ferenc (labdarúgó)
Oláh Ferenc (Miskolc, 1951. december 22. –) olimpiai válogatott labdarúgó, középpályás, edző.

## Pályafutása

### Klubcsapatban
A Diósgyőri VTK saját nevelésű játékosa. 1971-ben mutatkozott be az élvonalban. Kétszeres kupagyőztes és egyszeres bajnoki bronzérmes a csapattal. 1984-ig 348 mérkőzésen 63 gólt szerzett. 1987-ben vonult vissza.

### A válogatottban
1979-ben 6 alkalommal szerepelt az olimpiai válogatottban. Kétszeres B-válogatott (1979), hatszoros egyéb válogatott (1979, 1 gól).

## Sikerei, díjai
- Magyar bajnokság
  - 3.: 1978–79
- Magyar kupa (MNK)
  - győztes: 1977, 1980
  - döntős: 1981

## Statisztika

### Mérkőzései a válogatottban
| Magyarország | Magyarország       | Magyarország                   | Magyarország  | Magyarország | Magyarország  | Magyarország       | Magyarország | Magyarország |
| #            | Dátum              | Helyszín                       | Hazai         | Eredmény     | Vendég        | Kiírás             | Gólok        | Esemény      |
| ------------ | ------------------ | ------------------------------ | ------------- | ------------ | ------------- | ------------------ | ------------ | ------------ |
|              | 1979. április 18.  | Pitești                        | Románia       | 2 – 0        | Magyarország  | olimpiai selejtező | -            |              |
|              | 1979. május 30.    | Miskolc-Diósgyőr, DVTK-stadion | Magyarország  | 3 – 0        | Románia       | olimpiai selejtező | -            |              |
|              | 1979. október 31.  | Wrocław                        | Lengyelország | 1 – 0        | Magyarország  | olimpiai selejtező | -            |              |
|              | 1979. november 14. | Miskolc-Diósgyőr, DVTK-stadion | Magyarország  | 2 – 0        | Lengyelország | olimpiai selejtező | -            |              |
|              | 1979. november 24. | Miskolc-Diósgyőr, DVTK-stadion | Magyarország  | 3 – 0        | Csehszlovákia | olimpiai selejtező | -            |              |
|              | Összesen           |                                |               | 0            | mérkőzés      |                    | 0            | gól          |